# Betzabé García
Betzabé García Galindo (Mazatlán, Sinaloa; 1990) es un realizadora, productora, guionista, editora y documentalista mexicana.

## Trayectoria
Estudió Dirección de Cine en la National Film and Television School y en el Centro Universitario de Estudios Cinematográficos de la UNAM. Entre sus trabajos destaca Los reyes del pueblo que no existe (2015), ganador de más de 50 premios internacionales.
Su cortometraje Porcelana (2013) ganó el 12º Concurso Nacional de Cortometrajes IMCINE y fue galardonado como Mejor Cortometraje en el 16º Festival Internacional de Cine de Guanajuato (2013), además de obtener el Premio a la Mejor Película en el AluCine Latin Film + Media Arts en Toronto.
Recientemente participó junto a artistas como Yoko Ono en “Marathon 89 plus Jumex Foundation for Contemporary Art”, curada por Simon Castets y Hans Ulrich Obrist.

## Filmografía
- 2011 – Venecia, Sinaloa (cortometraje), guion: Betzabé García.[3]
- 2013 – Porcelana (cortometraje), guion: Betzabé García.
- 2015 – Los reyes del pueblo que no existe (largometraje documental), guion: Betzabé García.
- 2016 – Unsilenced (cortometraje), guion: Betzabé García.
- 2018 –The girl with two heads (cortometraje), guion: Betzabé García.[4][5]

## Premios
| Año  | Categoría                                       | Festival                             | Resultado |
| ---- | ----------------------------------------------- | ------------------------------------ | --------- |
| 2015 | Gran Premio del Jurado Reva and David Logan     | Full Frame Documentary Film Festival | Ganador   |
| 2015 | Mexican Documentary Feature Film                | Festival Internacional de Morelia    | Ganador   |
| 2015 | Golden Eye al Mejor Largometraje Internacional  | Zurich Film Festival                 | Ganador   |
| 2015 | Premio del Público                              | SXSW Film Festival                   | Ganador   |
| 2016 | Mejor Largometraje Documental                   | Premios Ariel                        | Nominado  |
| 2016 | Outstanding Achievement in a Debut Feature Film | Cinema Eye Honors Awards             | Ganador   |

| Año  | Categoría           | Festival                                            | Resultado |
| ---- | ------------------- | --------------------------------------------------- | --------- |
| 2018 | Mejor cortometraje  | Les Arcs European Film Festival                     | Ganador   |
| 2018 | Orona Award         | San Sebastián International Film Festival           | Ganador   |
| 2019 | Macao Tourism Award | IndieLisboa International Independent Film Festival | Ganador   |